# Рахлеево
Рахлеево — деревня в Арсеньевском районе Тульской области России. 
В рамках административно-территориального устройства является центром Рахлеевского сельского округа Арсеньевского района, в рамках организации местного самоуправления входит в муниципальное образование Астаповское со статусом сельского поселения в составе муниципального района.

## География
Расположена на юго-западе региона, в пределах западных отрогов Плавского плато Среднерусской возвышенности. К деревне примыкает с востока д. Кочережниково.
Уличная сеть
В деревне четыре улицы: Молодёжная, Центральная, Трудовая и Школьная.

## Население
| 2002 | 2010 | 2014 | 2015 |
| ---- | ---- | ---- | ---- |
| 256  | ↘205 | ↗220 | ↗224 |

## Инфраструктура
Рахлеевская основная общеобразовательная школа.

## Транспорт
В 2016 году отремонтировали подъездную дорогу. Остановка общественного транспорта «Рахлеево».